# Réserves naturelles en France
Ne doit pas être confondu avec l’association Réserves naturelles de France

Logo des réserves naturelles françaises.

En France, les réserves naturelles sont des aires protégées, terrestres ou du domaine public maritime bénéficiant à la fois d'une réglementation spécifique permettant leur protection et de personnel affecté à leur gestion. Les réserves naturelles sont considérées comme l'un des outils les plus puissants pour la protection de l'environnement en France. Pour autant il ne s'agit pas de mise sous cloche, les populations et acteurs locaux sont pleinement impliqués au sein des comités consultatifs. Il existe trois types de réserves naturelles, en fonction de l'entité à l'origine de leur création : elles peuvent être nationales, régionales ou « de Corse ». 
La première réserve naturelle a été créée en 1961, le réseau s'est ensuite étendu, pour compter 100 réserves en 1990 et plus de 350 en 2023. Le réserves naturelles sont réparties sur l'ensemble du territoire et préserve tous les milieux et hébergent un très grand nombre d'espèces.
Le dispositif des réserves naturelles est complété par d'autres aires protégées pour assurer la conservation de la nature sur le territoire national français, certaines portent également le nom de « réserve » (réserves biologiques, réserve mondiale de biosphère ou réserves de chasse et de faune sauvage). À l'international, le terme de réserve naturelle est utilisé pour désigner des types d'aires protégées variés, notamment par l'union internationale pour la conservation de la nature (UICN) pour désigner la catégorie de protection la plus stricte.

## Historique

### Réserves artistiques
Dès 1853, l'administration des Eaux et Forêts créée la première « réserve artistique » en forêt de Fontainebleau, officialisée en 1861 par un décret impérial qui la porte à 1 097 ha. Elle constitue la première réserve naturelle botanique et paysagère au monde, avant même la création du parc national de Yellowstone aux États-Unis. Plusieurs réserves du même type sont ensuite créées dans de nombreuses autres forêts et on en dénombre une cinquantaine en 1963 : Malmaison (1873), Hospices de Nancy et Epinal (1890), Rambouillet (1892), Gérardmer (1898), Loubatière (1901), Bois Sauvage (1905), Sainte Marguerite (1906), Grande Chartreuse (1908), etc.. Par la suite seront en outre instituées des « réserves domaniales de chasse » (Belval, Bouconne, Chambaran, Hardt…) ou bien encore des « réserves nationales cynégétiques » (Chambord, Mercantour, Mont-Vallier, Petite-Pierre...) et même des « réserves de silence » (Grande Chartreuse).

### Premières initiatives privées et publiques

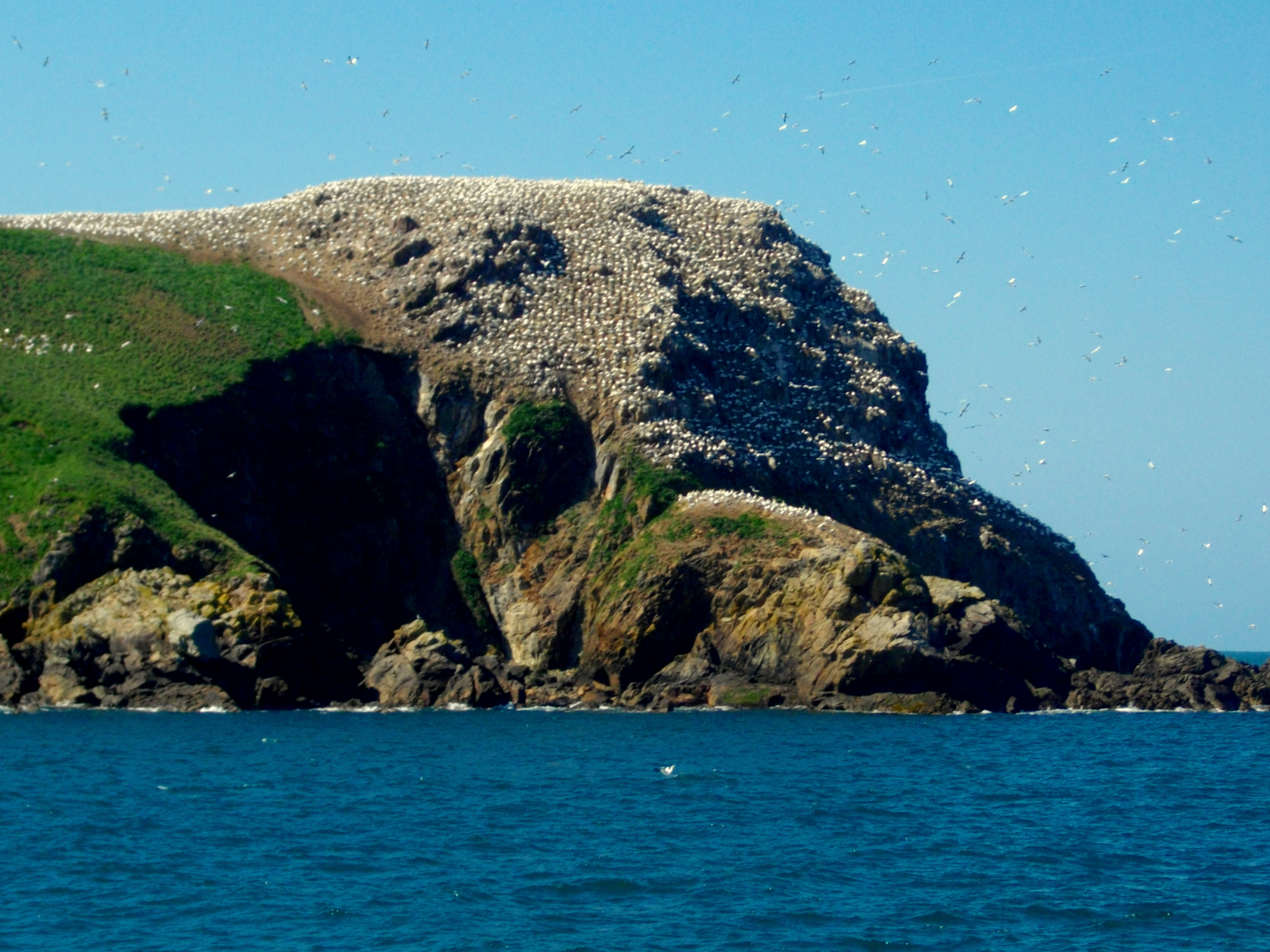
Colonie de fou de Bassan sur l'île Rouzic dans l'archipel des sept-îles classé, aujourd'hui, réserve naturelle nationale.

En France métropolitaine, la première réserve naturelle française zoologique était privée et maritime et fut créée en 1912 par la Société nationale d'acclimatation de France - fondée en 1854 et devenue la Société nationale de protection de la nature - pour sauver les colonies de macareux moine de l’archipel des Sept-Îles. Puis en 1927 elle crée la réserve zoologique et botanique de Camargue sur des terrains loués et également privés, qui fut la première réserve à être distinguée par le Conseil de l'Europe en 1967. En 1935, cette société crée, en zone de montagne, la réserve naturelle du Néouvielle dans les Pyrénées et en 1936 celle du lac du Lauzanier dans les Alpes, ensuite intégrées respectivement dans le parc national des Pyrénées et le parc national du Mercantour.

### Les réserves naturelles modernes

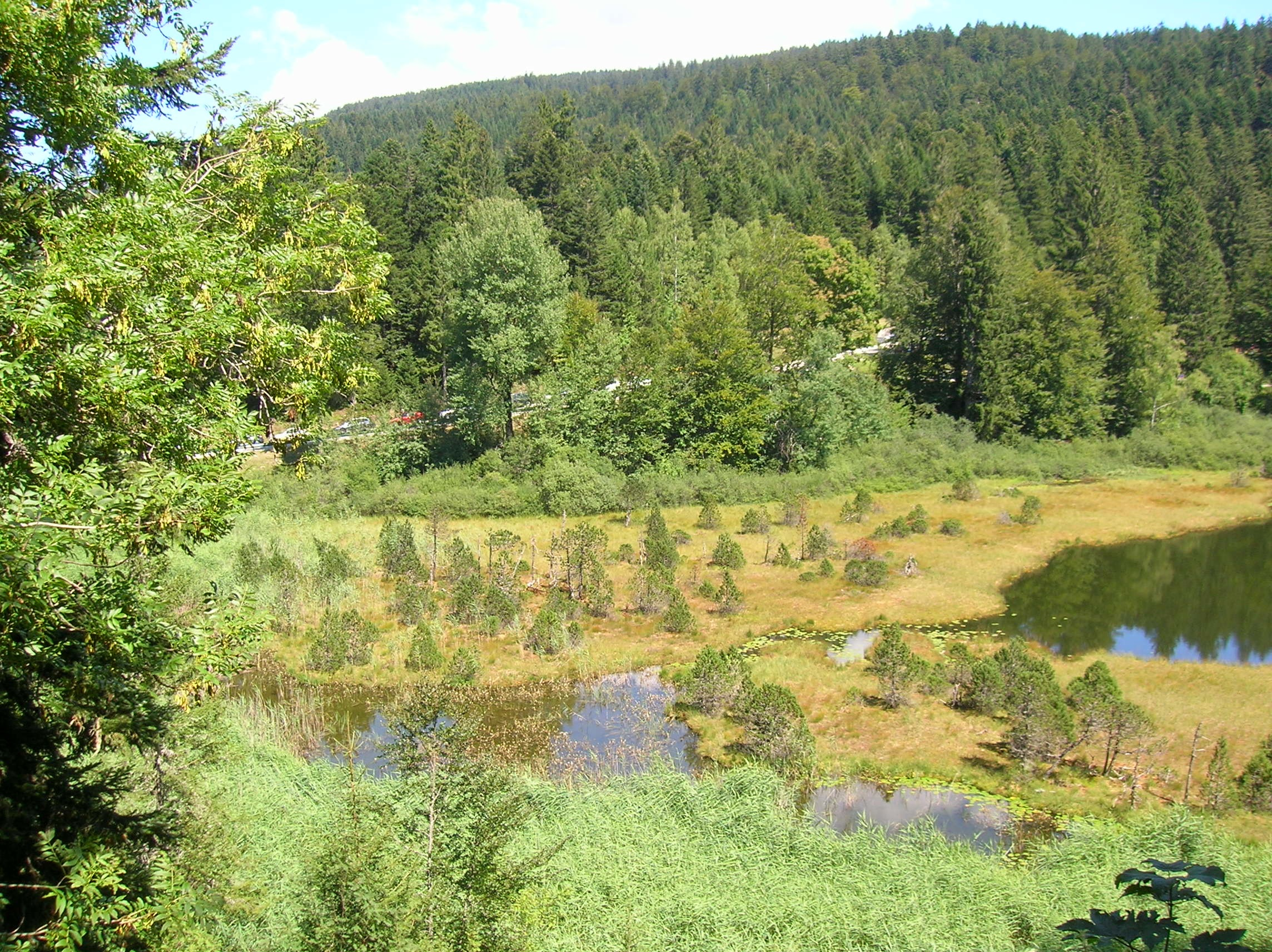
la réserve naturelle nationale du lac de Luitel, en Isère, première réserve naturelle officielle.

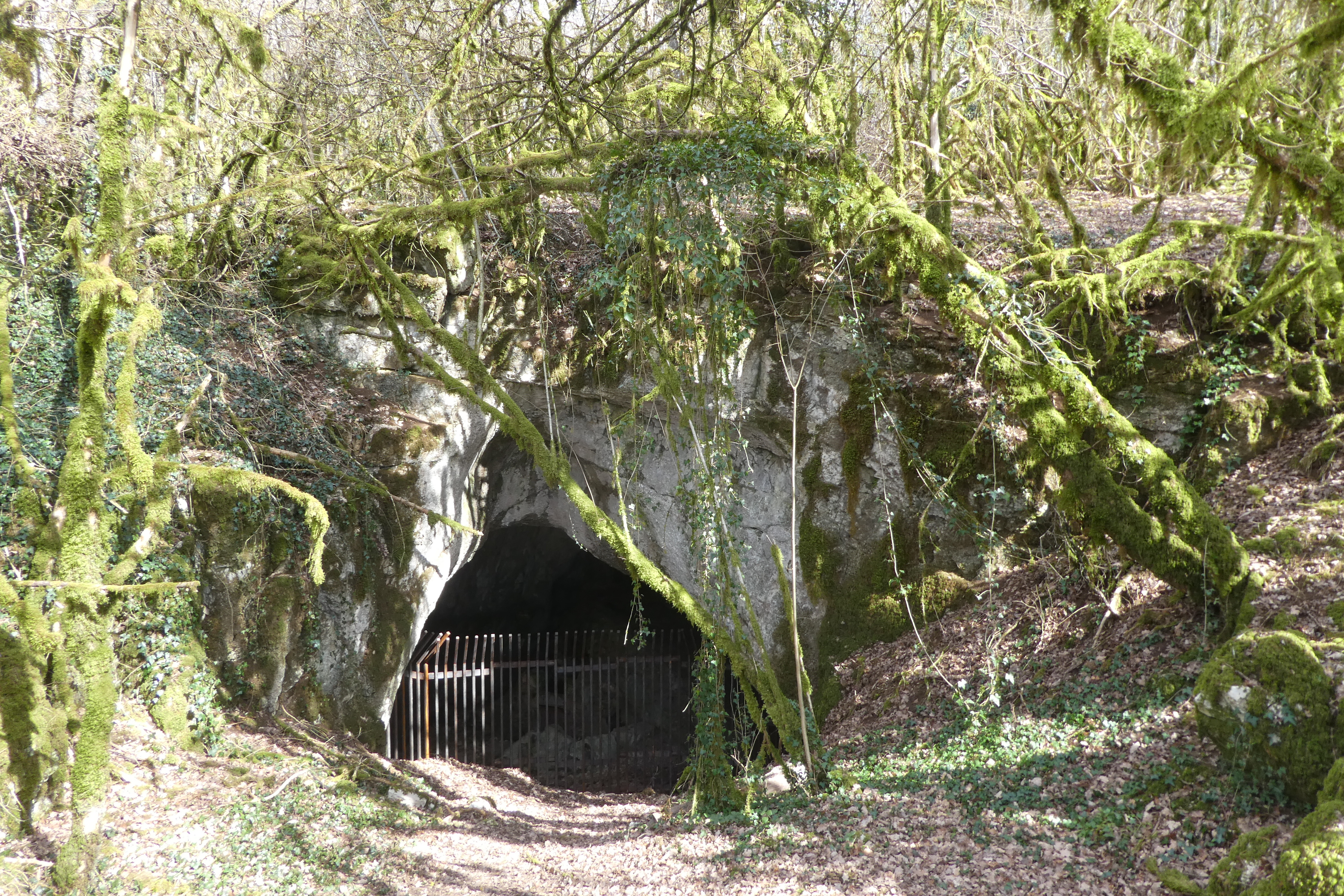
La RNN de la grotte de Hautecourt, dans l'Ain a été la première réserve classée pour protéger une grotte à chiroptères, en 1980.

La loi n°57-740 du 1er juillet 1957 modifie la loi du 2 mai 1930 en lui ajoutant un article 8 bis permettant le classement d'un site en « réserve naturelle ». La première réserve naturelle nationale prise sur la base de cette disposition est celle du lac Luitel dans la chaîne de Belledonne, créée le 15 mars 1961. 
Dans un premier temps le rythme de création de réserves naturelles est lent : 36 sont créées en 1976. Mais, le 10 juillet de cette année, la Loi sur la protection de la nature créée un statut spécifique aux réserves naturelles dans son chapitre III. L'article 24 de cette même loi a mis en place les « réserves naturelles volontaires » (privées).
Dans les années 1980, les réserves commencent à prendre en compte les enjeux géologiques et les habitats souterrains des Chiroptères.
En 1990, le réseau classe sa 100e réserve naturelle et commence à se diffuser plus largement en France d'outre-mer.

### 2002, Création des statuts de réserves naturelles régionales et réserves naturelles de Corse
La loi 2002-92 du 22 janvier 2002 transfère la gestion des réserves naturelles nationales situées en Corse à la collectivité de Corse, le statut de « réserves naturelles de Corse » (RNC) est né. 
La loi n° 2002-276 du 27 février 2002 relative à la démocratie de proximité prévoit la fin du dispositif des « réserves naturelles volontaires » créées sur demande des propriétaires fonciers, et le transfert de la compétence de création de réserves aux conseils régionaux. Le statut de « réserves naturelles régionales » est né. Cette disposition concernant les réserves naturelles n'a fait l'objet que de peu de débat à l'assemblée. Selon Clara Therville, autrice d'une thèse sur les réserves naturelles en 2013, l'association "Réserves naturelles de France" n'a pas été consultée pour la préparation de cette loi. Par ailleurs, plusieurs associations de protection de l'environnement se sont opposé à ce transfert de compétence.
En 2000, il existait 150 réserves naturelles volontaires, pour environ 16 000 ha protégés. À partir de 2002, les propriétaires privés ne peuvent plus créer de réserve naturelle. Suivant le mécanisme prévu par la loi sur la démocratie de proximité, les anciennes "réserves naturelles volontaires" sont brièvement reclassées "réserves naturelles régionales", jusqu'à la fin de validité de leur dernier classement, puis disparaissent.
Certaines anciennes RNV ont poursuivi leur existence comme RNR après un nouveau classement, d'autres font l'objet de protection par un autre statut d'aire protégée, en l'absence de volonté des conseils régionaux de les reclasser. Enfin certaines ont tout simplement disparu.
Les 175 réserves naturelles volontaires sont devenues :
| RNR | RNN | Projet de RNR | Pas de projet | Total |
| --- | --- | ------------- | ------------- | ----- |
| 75  | 3   | 15            | 82            | 175   |
| 43% | 2%  | 9%            | 47%           | 100%  |

L'ordonnance n°2012-9 du 5 janvier 2012 instaure une obligation de réalisation d'une enquête publique avant le classement d'une réserve naturelle régionale. Le texte permet également aux régions de classer une réserve sans limite de durée et de légiférer sur la pêche et la chasse dans leurs périmètres.
En 2017, un texte d'application de la loi Biodiversité visant à simplifier le droit, uniformise les procédures de consultations entre les types de réserves,.

## Législation

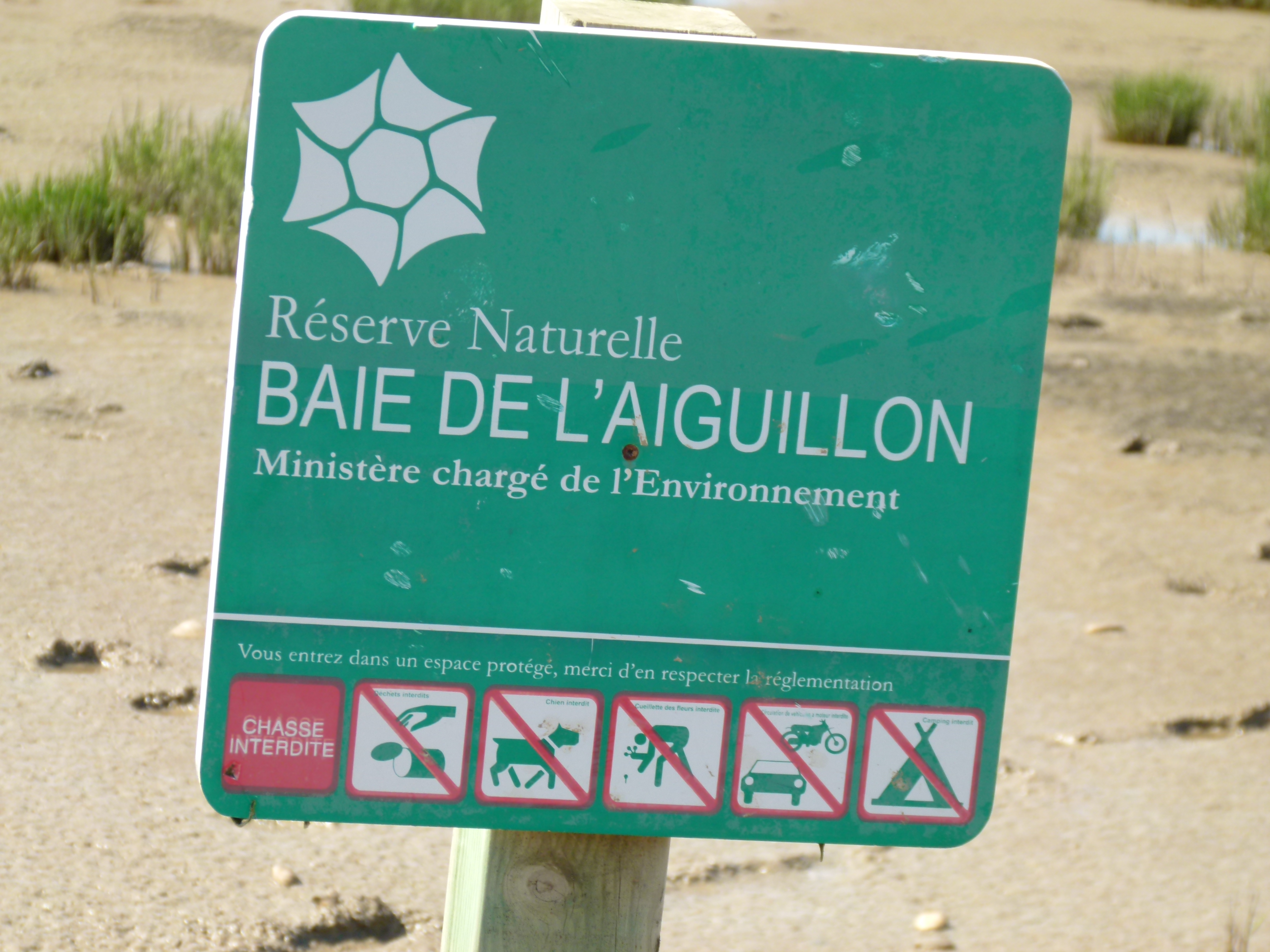
Panonceau signalant l'entrée dans la réserve naturelle nationale de la baie de l'Aiguillon et la réglementation qui s'y applique.

### Cible du classement
L'article L. 332-1 du code de l'environnement prévoit que :

« I. – Des parties du territoire terrestre ou maritime d’une ou de plusieurs communes peuvent être classées en réserve naturelle lorsque la conservation de la faune, de la flore, du sol, des eaux, des gisements de minéraux et de fossiles et, en général, du milieu naturel présente une importance particulière ou qu’il convient de les soustraire à toute intervention artificielle susceptible de les dégrader. 
II. – Sont prises en considération à ce titre :

1° La préservation d’espèces animales ou végétales et d’habitats en voie de disparition sur tout ou partie du territoire national ou présentant des qualités remarquables ;

2° La reconstitution de populations animales ou végétales ou de leurs habitats ;

3° La conservation des jardins botaniques et arboretums constituant des réserves végétales en voie de disparition, rares ou remarquables ;

4° la préservation de biotopes et de formations géologiques, géomorphologiques ou spéléologiques remarquables ;

5° la préservation ou la constitution d’étapes sur les grandes voies de migration de la faune sauvage ;

6° Les études scientifiques ou techniques indispensables au développement des connaissances humaines ;

7° La préservation des sites présentant un intérêt particulier.
III - Le classement peut s'étendre aux eaux sous juridiction de l'État ainsi que, pour le plateau continental, aux fonds marins et à leur sous-sol, en conformité avec la convention des Nations Unies sur le droit de la mer, conclue à Montego Bay le 10 décembre 1982, notamment ses parties V, VI et XII. »

L'art. L. 332-2 du code de l’environnement précise que « le classement d'une réserve naturelle nationale est prononcé pour assurer la conservation d'éléments du milieu naturel d'intérêt national ou la mise en œuvre d'une réglementation européenne ou d'une obligation résultant d'une convention internationale. »
Un terrain peut être classé en réserve naturelle parce qu'il abrite des espèces et/ou des habitats de valeur patrimoniale locale, régionale, nationale ou européenne, éventuellement menacées, ou en raison d'un patrimoine géologique remarquable. Toutes les réserves ne sont pas situées dans des lieux vierges d'interventions humaines. Il existe par exemple 65 réserves naturelles en milieu urbain (en 2024) et, dans le nord de la France, une réserve a paradoxalement été créée pour protéger un habitat particulier, extrêmement pollué, sur lequel poussent principalement deux écotypes de plantes, rares et particulièrement résistantes au plomb et au zinc (dites « métallophytes »).

### Réglementation
Le classement en réserve naturelle interdit théoriquement toute destruction et toute modification du milieu. Dans certains cas les activités traditionnelles comme l'agriculture ou l'élevage, voire la chasse sont maintenues. Les aménagements liés à l'ouverture au public ou à la chasse peuvent avoir des impacts environnementaux négatifs. Chaque site naturel étant unique, l'ampleur de la réglementation et des interdictions sur le territoire d'une réserve est déterminé au cas par cas et décrit dans l’acte de création de la réserve. Un périmètre de protection, terrestre, marin et/ou aérien peut être défini autour de la réserve.
Des dérogations sont toutefois possibles aux interdictions prononcées dans l'acte de classement de la réserve.

### Acteurs de gestion
Le texte de classement en réserve naturelle instaure trois types d'acteurs nouveaux sur le territoire où se trouve la réserve :

#### Gestionnaire

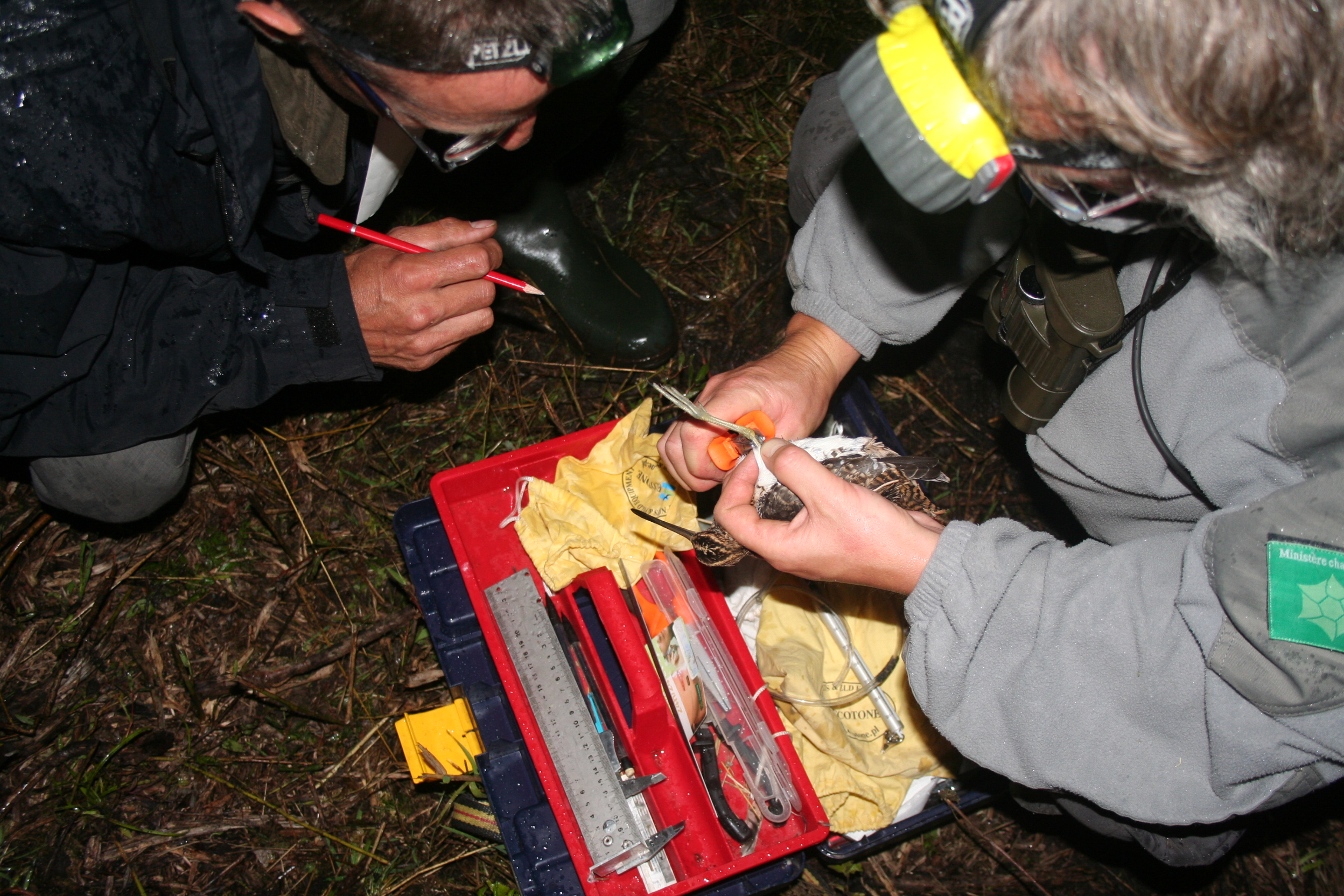
Baguage d'une bécassine des marais dans la RNN du lac de Remoray - le suivi de la faune fait partie du métier des gestionnaires de réserves.

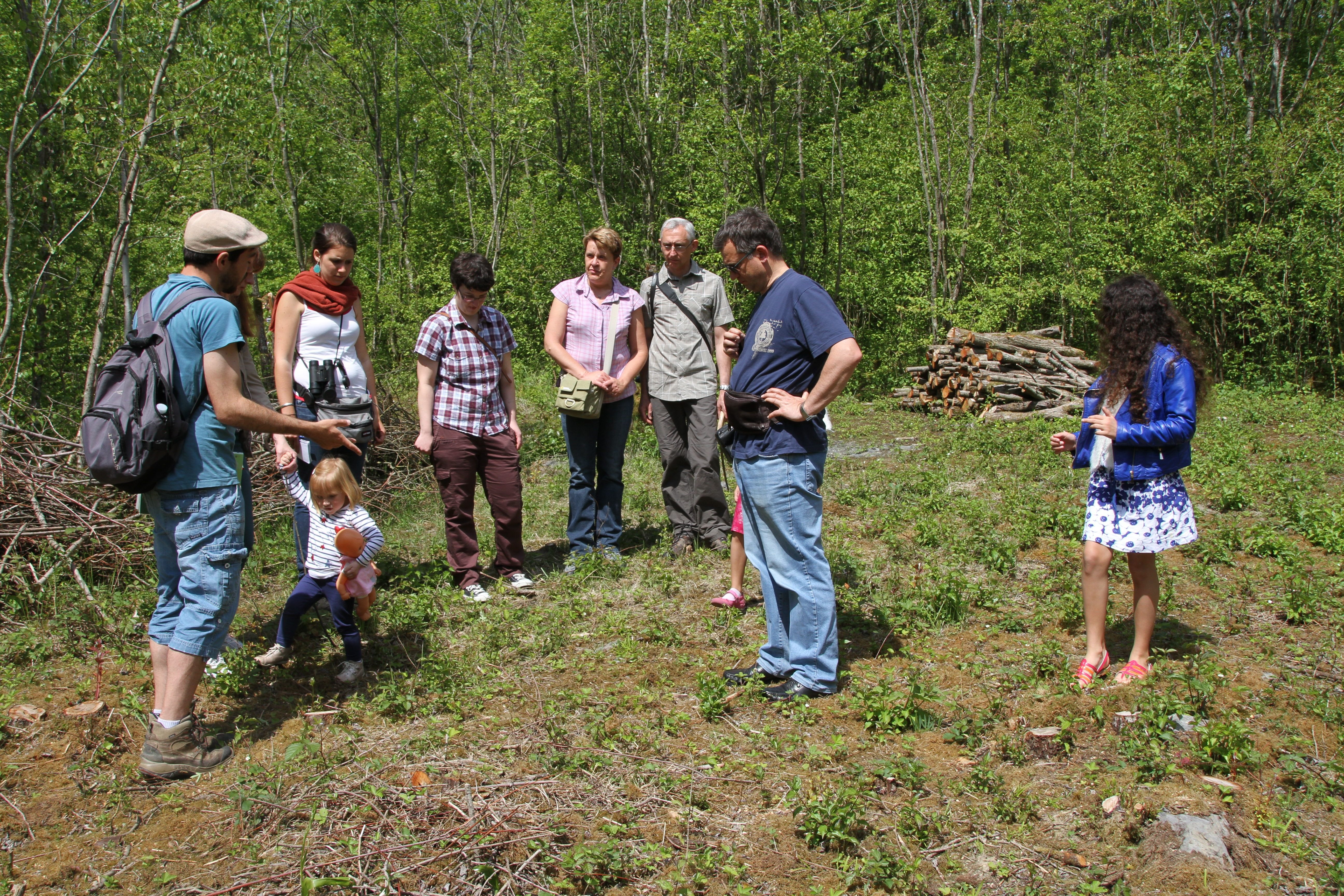
Sortie guidée sur la réserve naturelle régionale de la Carrière des Nerviens. L'éducation à l'environnement et au développement durable représente une grande part du travail des conservateurs, dans certaines réserves naturelles.

La loi prévoit que le gestionnaire d'une réserve naturelle peut être une collectivité, une association, une fondation, un organisme public comme un parc naturel. Cet organisme se voit confier la responsabilité de mettre en place le plan de gestion de la réserve qui va déterminer pour 5 à 10 ans les actions de conservation et de protection de la réserve, ainsi que la tâche de collaborer avec les deux catégories suivantes ainsi qu'avec les acteurs locaux (les habitants, les touristes, agriculteurs, chasseurs, etc.), après validation par les autorités administratives et scientifiques compétentes. 
Selon une étude basée sur des chiffres de 2016, 44 % des gestionnaires sont des collectivités, 42 % sont des associations et 14 % des établissements publiques. On retrouve par exemple les gestionnaires suivants:
- la réserve naturelle nationale de la Vallée d'Ossau (Pyrénées-Atlantiques) est gérée par un établissement public, le parc national des Pyrénées.
- la réserve naturelle nationale des étangs du Romelaëre (Pas-de-Calais et Nord) est gérée par un organisme dépendant du conseil départemental du Pas-de-Calais, le syndicat mixte EDEN62.
- la réserve naturelle nationale des rochers et tourbières du pays de Bitche (Moselle) est gérée par un collectif réunissant deux associations (la Commission de protection des eaux, du patrimoine, de l'environnement, des sous-sols et des chiroptères, et SOS faucon pèlerin-lynx), une commune (Baerenthal) et l'Office national des forêts.
- Au sud de Nantes, La fédération départementale des chasseurs, gestionnaire de la RNR, et la société nationale de protection de la nature, gestionnaire de la RNN limitrophe, collaborent étroitement pour assurer la conservation du lac de Grand-Lieu.
- En 2024, les Conservatoires d'espaces naturels gèrent 112 réserves naturelles[18], la Ligue pour la protection des oiseaux gère 28 réserves naturelles[19] et 31 associations adhérentes à France nature environnement sont impliquées dans la gestion de 73 des réserves[20].
- En 2015, les parcs naturels régionaux géraient 41 réserves[21].

Les 215 structures gestionnaires employaient environ 1800 personnes (pour 352 réserves), en 2023, pour des postes variés, comme conservateur, animateur-nature, garde ou bien « chargé de suivi scientifique ». Les conservateurs sont assermentés au titre de la police de la nature.

#### Comité consultatif
Le préfet de département désigne un « comité consultatif », il est composé de quatre collèges représentés à égalité : un collège des représentants propriétaires et utilisateurs, un collège des experts et représentants des associations, un collège des représentants de l'État et un des collectivités territoriales.

#### Comité scientifique
Le comité scientifique, dont la mise en place est facultative, permet au comité consultatif et au gestionnaire de prendre des mesures de gestion et de protection appuyés par des arguments scientifiques. Ce comité peut être commun avec celui d'une autre réserve, d'un parc naturel, être seulement informel et composé d'experts consultés ponctuellement, ou ne pas exister du tout lorsque le gestionnaire a les capacités scientifiques nécessaires.

## 3 types de réserves naturelles

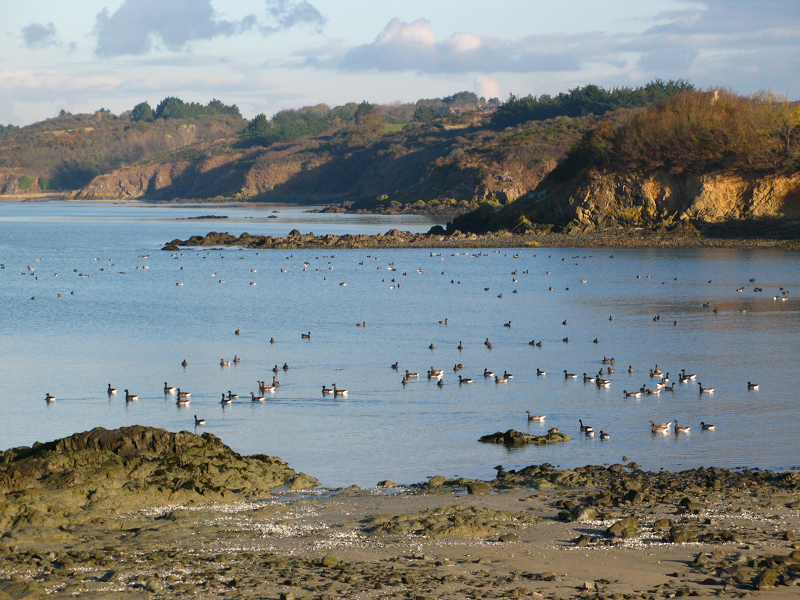
Une réserve naturelle nationale : la baie de Saint-Brieuc.

Il existe, à partir de 2002, trois types de réserves naturelles, selon l'administration responsable de leur désignation :
- les réserves naturelles nationales (RNN), classées par décision du ministre de l'Environnement, après avis du Conseil national de la protection de la nature (CNPN) ;
- les réserves naturelles régionales (RNR) (qui remplacent depuis 2002 les réserves naturelles volontaires), classées par délibération des conseils régionaux ;
- les réserves naturelles de Corse (RNC) possèdent un statut particulier, étant donné la nature administrative de la collectivité territoriale de Corse depuis la loi « Démocratie de proximité ».

### Réserves naturelles nationales (RNN)
Ces réserves naturelles sont créées par un décret ou un arrêté ministériel.
Les réserves nationales sont les seules à pouvoir réglementer l'exploitation des ressources géologiques et minières.

### Réserves naturelles régionales (RNR) et anciennes réserves naturelles volontaires (RNV)

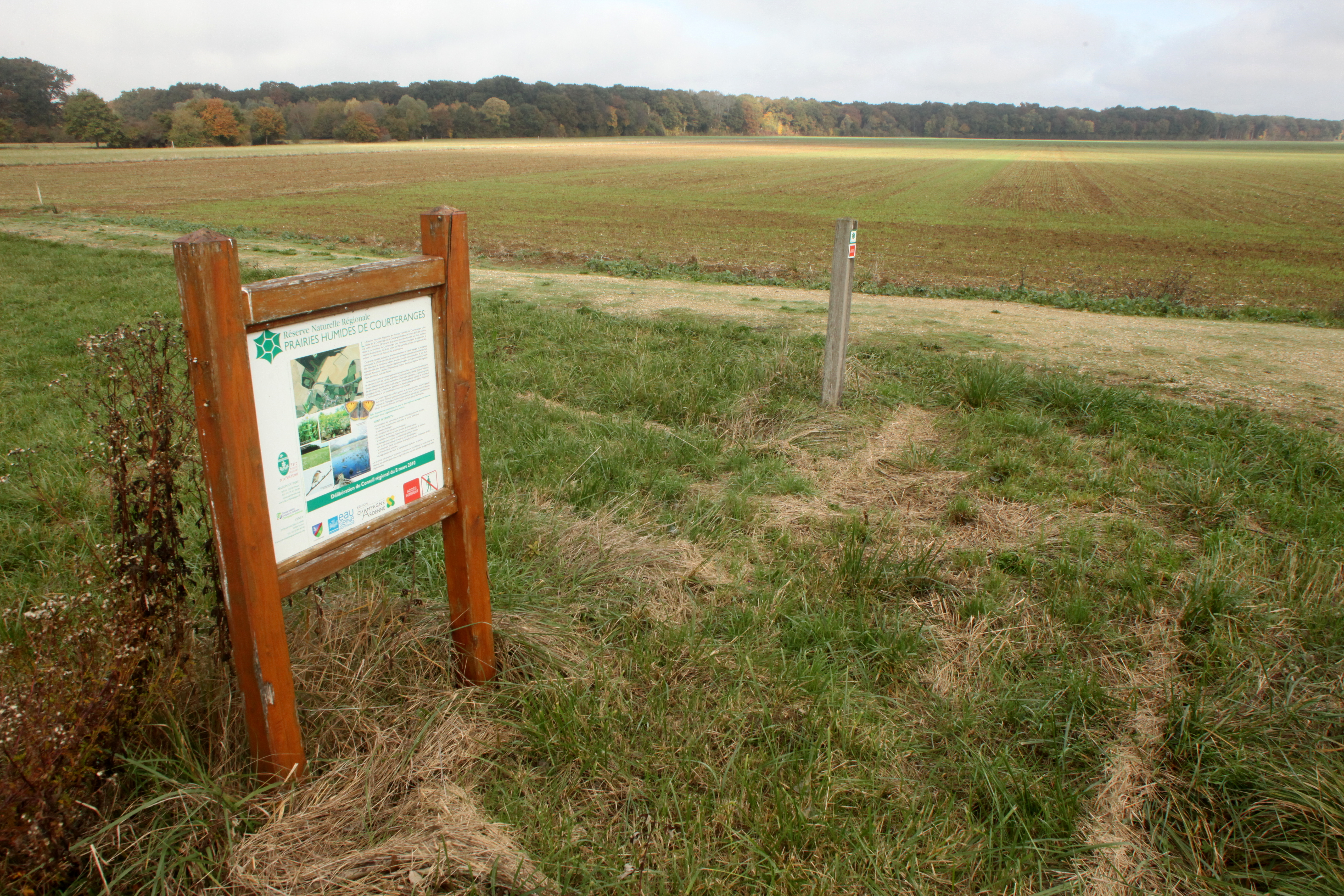
Une réserve naturelle régionale : les Prairies humides de Courteranges

Une réserve naturelle régionale peut avoir deux origines et procédures de création :
- Conversion d’une « réserve naturelle volontaire (RNV) » existante en « réserve naturelle régionale » (implique l’accord du propriétaire)

« Les réserves naturelles volontaires agréées à la date d’entrée en vigueur de la loi n° 2002-276 du 27 février 2002 relative à la démocratie de proximité deviennent des réserves naturelles régionales ou, en Corse, des réserves naturelles de la collectivité territoriale de Corse. »
Le reclassement en RNR prenait fin à la date prévue pour la fin de l'agrément de la réserve naturelle volontaire qu'elle avait remplacée. Un nouveau classement était donc nécessaire pour prolonger son existence au-delà.
- Création d'une nouvelle réserve. L'initiative vient du conseil régional (ou conjointement de plusieurs conseil régionaux si le territoire de la réserve concerne ces régions). La première RNR à ne pas être issue d'une ancienne RNV (RNR de l’étang d’Amel, 146 ha) a été créée par décision du conseil régional de Lorraine, en juin 2006.

### Réserves naturelles de Corse (RNC)

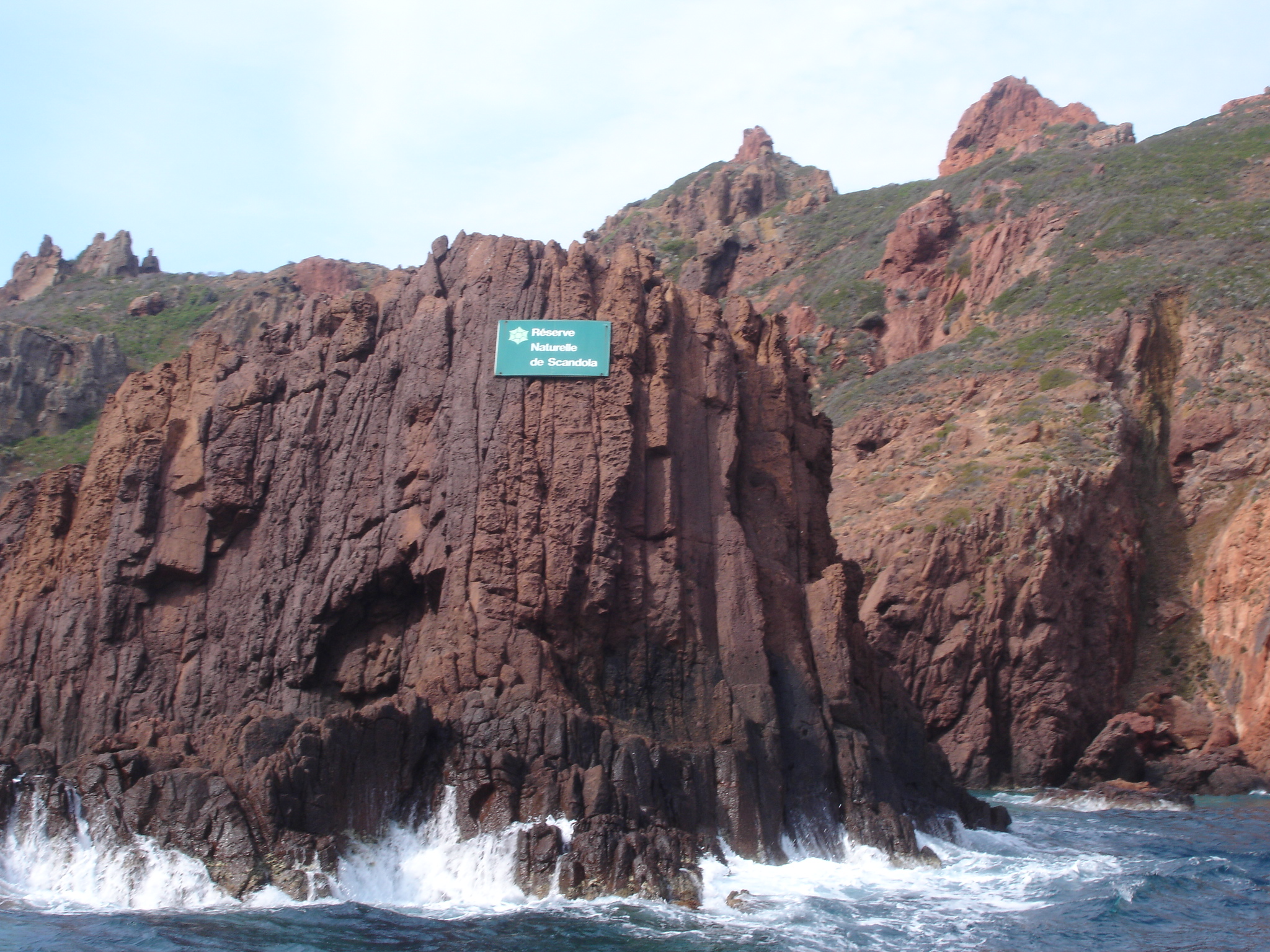
La réserve de Scandola classée en 1975, est la plus ancienne réserve naturelle en Corse.

En 2002, la loi sur la démocratie de proximité a transformé les 6 réserves naturelles nationales présente en Corse en « réserves naturelles de Corse ». Une nouvelle réserve est créée en 2017 par délibération de l'assemblée de Corseet une autre agrandie.

## Nombre, taille et liste des réserves naturelles de France

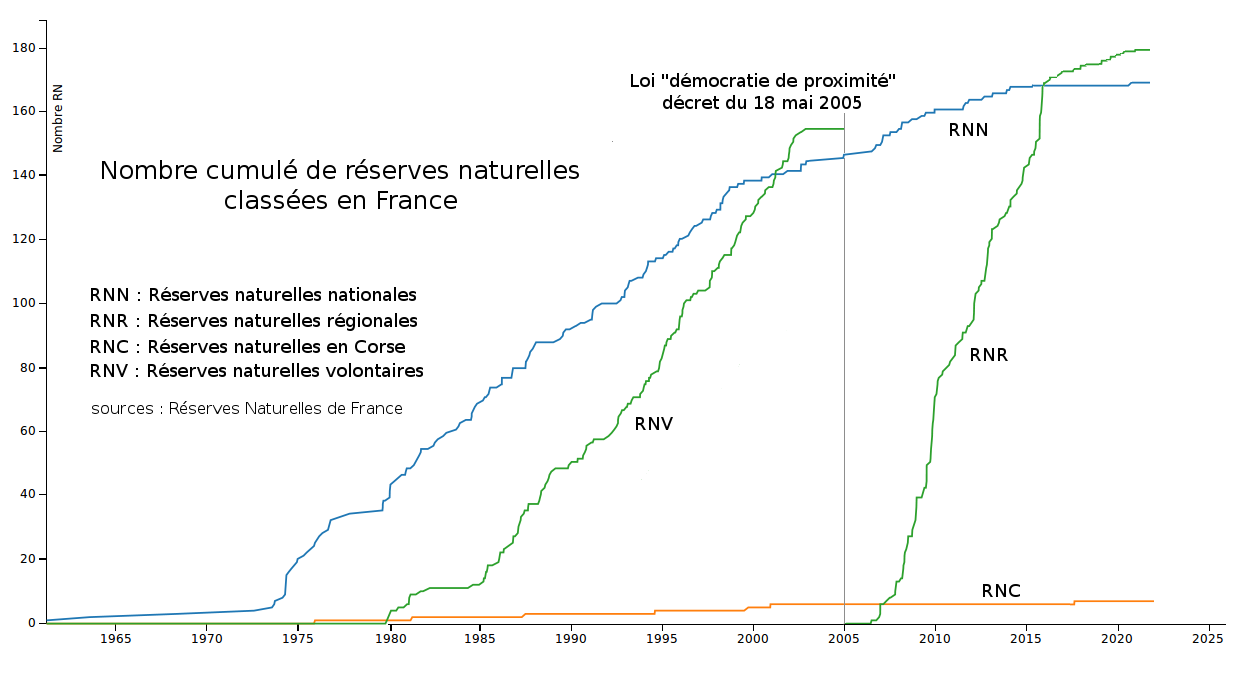
Nombre de réserves naturelles classées en France

Au 1er janvier 2025, on compte 361 réserves naturelles en France (couvrant 171 219 770 ha), réparties en :
- 169 RNN (réserves naturelles nationales) ;
- 185 RNR (réserves naturelles régionales) ;
- 7 réserves naturelles de Corse.

Elles se répartissent entre 329 392 ha environ en France métropolitaine, et 170 890 378 ha dans les territoires des DOM-TOM,
Elles ont des surfaces et moyens de gestion très contrastés. La réserve naturelle régionale de la mine du Verdy, située en Région Rhône-Alpes, est la plus petite avec 0,05 ha. La plus grande reste très largement la réserve naturelle nationale des Terres australes françaises avec 166 200 000 ha. En 2016, la taille moyenne des réserves se situait à une centaine d'hectares.

## Biodiversité dans les réserves naturelles

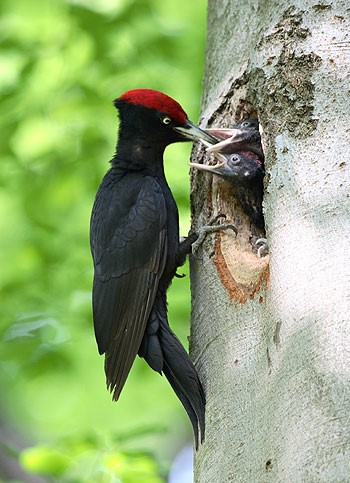
Le pic noir (Dryocopus martius) est l'espèce qui se porte le mieux dans les réserves naturelles.

En 2019, les réserves naturelles abritent :
- 70 % des habitats naturels jugés prioritaires au niveau européen,
- 82 % des espèces de mammifères menacées et
- 79 % des espèces d'oiseaux en danger.

Le programme STOC, a montré une augmentation de +12,5 % des effectifs pour un groupe de 56 espèces d'oiseaux étudiés, dit « communs », sur la période 2001-2018, dans le périmètre de 94 réserves naturelles faisant l'objet de suivi. À l'inverse, sur le reste du territoire ces populations déclinent de 6,6 % sur la même période.

## Animation du réseau
Les réserves naturelles françaises sont regroupées au sein d'une association dénommée « Réserves naturelles de France », dont le but est la centralisation des informations relatives aux réserves naturelles, l'échange des expériences de conservation réalisées, la diffusion de l'information légale auprès des gestionnaires, etc. L'association regroupe les gestionnaires de réserves naturelles françaises et les autorités de classement.
Créée le 28 juin 1982 sous le nom de Conférence Permanente des réserves naturelles, elle est devenue Réserves Naturelles de France le 2 février 1994.